# Engenheiro Caldas
Engenheiro Caldas – miasto i gmina w Brazylii, w stanie Minas Gerais. Znajduje się w mikroregionie Governador Valadares.